# U-974
Unterseeboot 974 foi um submarino alemão do Tipo VIIC, pertencente a Kriegsmarine que atuou durante a Segunda Guerra Mundial.

## Comandantes
| Comandante              | Data                                        |
| ----------------------- | ------------------------------------------- |
| Oblt. Joachim Zaubitzer | 22 de abril de 1943 - 8 de novembro de 1943 |
| Oblt. Heinz Wolff       | 9 de novembro de 1943 - 19 de abril de 1944 |

## Subordinação
Durante o seu tempo de serviço, esteve subordinado às seguintes flotilhas:
| Período                                     | Flotilha                                  |
| ------------------------------------------- | ----------------------------------------- |
| 22 de abril de 1943 - 31 de outubro de 1943 | 5. Unterseebootsflottille (treinamento)   |
| 1 de novembro de 1943 - 19 de abril de 1944 | 7. Unterseebootsflottille (serviço ativo) |